# Danse dans la poussière
Cet article possède un paronyme, voir Fais danser la poussière.
Pour plus de détails, voir Fiche technique et Distribution.
Danse dans la poussière (رقص در غبار, Raghs dar ghobar) est un film iranien réalisé par Asghar Farhadi, sorti en 2003.

## Synopsis
Une simple rencontre dans un minibus amène Nazar et Rihaneh à se marier. Leur mariage ne dure pas longtemps. Après le divorce, Nazar doit fuir la police car il n'a pas l'argent pour payer la pension de son ex-femme. Une rencontre avec un homme qui chasse les serpents lui cause des ennuis. Mais en fin de compte, il obtient l'argent nécessaire en sacrifiant un de ses doigts à la suite d'une piqûre de serpent.

## Fiche technique
- Titre original : Raghs dar ghobar
- Titre français : Danse dans la poussière
- Réalisation : Asghar Farhadi
- Scénario : Asghar Farhadi, Alireza Bazrafshan et Mohammad Reza Fazeli
- Production : Iradj Taghipour
- Pays d'origine :  Iran
- Date de sortie : 2003

## Distribution
- Faramarz Gharibian : le vieil homme
- Yousef Khodaparast : Nazar
- Baran Kosari : Rayhaneh
- Djalal Sarhad Seradj : Amri